# نيرانجان آمير نيبال
نيرانجان بير بيكرام شاه ديف 1978-2001 (بالنيبالية: निराजन बीरविक्रम शाह)‏ كان أمير نيبال، والأخ الأصغر للملك ديبندرا. قُتل نيراجان وغيره من أفراد العائلة المالكة في مأدبة عشاء عام 2001. وكان نيراجان هو التالي في ترتيب ولاية العرش بعد ديبندرا.

## تعليم
تلقى تعليمه في مدرسة بودانيلكانثا بالعاصمة كاتماندو وكلية إيتون.